# عمر توری
عمر توری (انگلیسی: Omar Torri؛ زادهٔ ۳۰ مارس ۱۹۸۲) بازیکن فوتبال اهل ایتالیا است.
از باشگاه‌هایی که در آن بازی کرده‌است می‌توان به باشگاه فوتبال مونتسا، باشگاه فوتبال آ. ث. لومتزانه، و باشگاه فوتبال آ.ث. میلان اشاره کرد.